# Galateo Bajo
Galateo Bajo es un barrio ubicado en el municipio de Isabela en el estado libre asociado de Puerto Rico. En el Censo de 2010 tenía una población de 1.961 habitantes y una densidad poblacional de 515,07 personas por km².

## Geografía
Galateo Bajo se encuentra ubicado en las coordenadas 18°27′46″N 66°59′58″O / 18.46278, -66.99944. Según la Oficina del Censo de los Estados Unidos, Galateo Bajo tiene una superficie total de 3.81 km², de la cual 3.8 km² corresponden a tierra firme y (0.07%) 0 km² es agua.

## Demografía
Según el censo de 2010, había 1.961 personas residiendo en Galateo Bajo. La densidad de población era de 515,07 hab./km². De los 1.961 habitantes, Galateo Bajo estaba compuesto por el 83.17% blancos, el 7.85% eran afroamericanos, el 0.46% eran amerindios, el 0.05% eran asiáticos, el 6.88% eran de otras razas y el 1.58% pertenecían a dos o más razas. Del total de la población el 98.93% eran hispanos o latinos de cualquier raza.